# Jura (Weinbaugebiet)

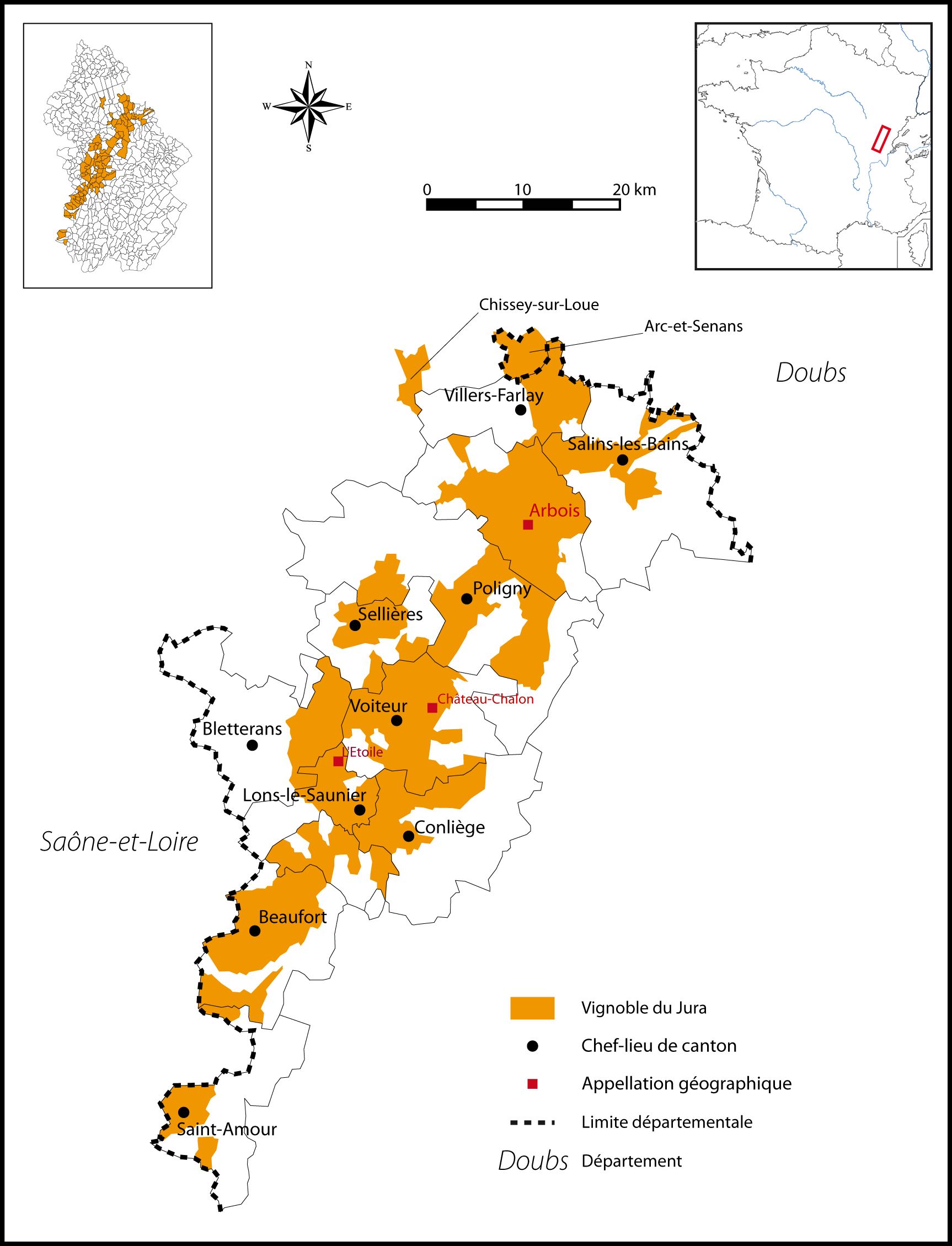
Überblick über das Weinbaugebiet Jura

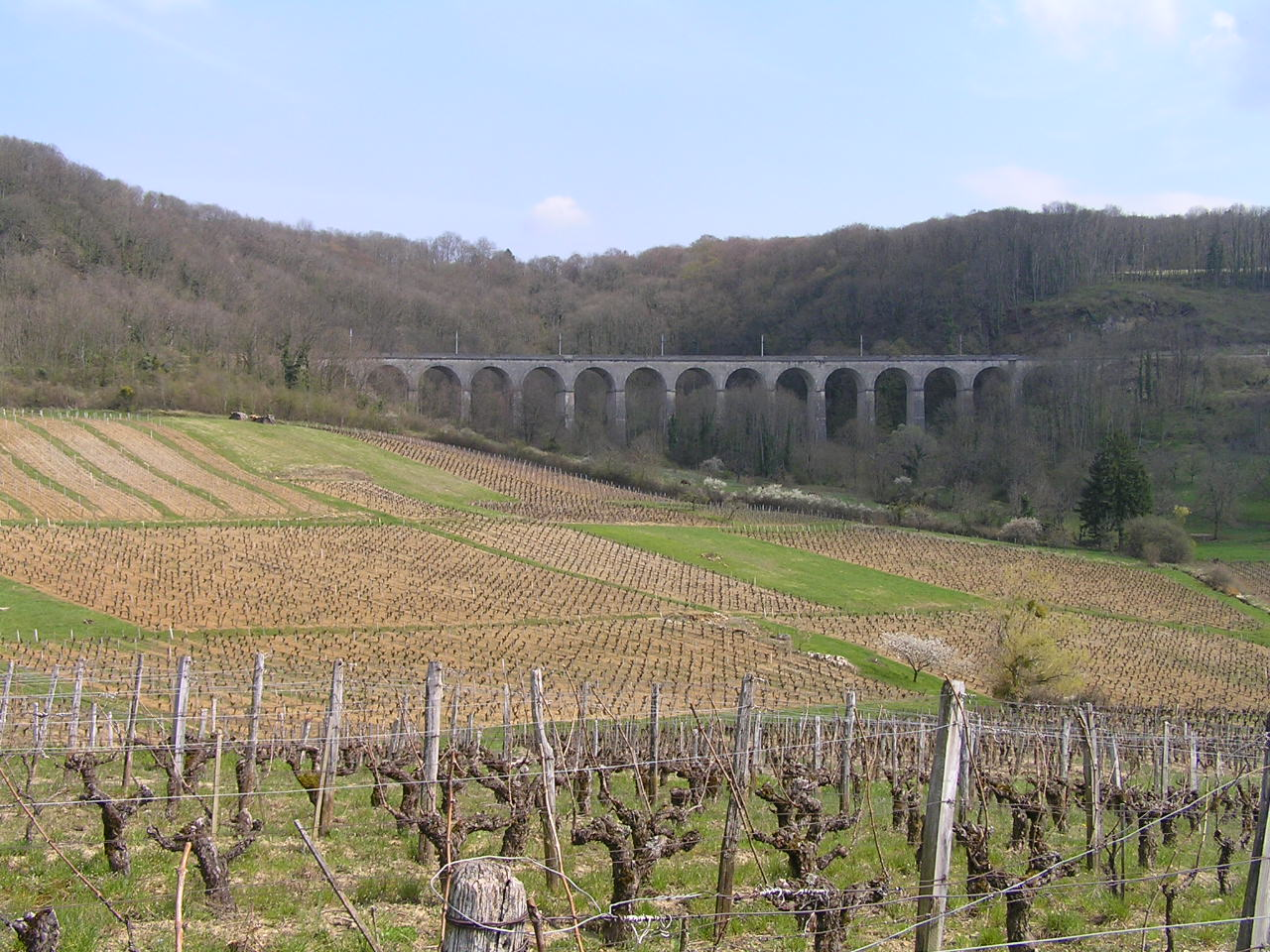
Weinberg bei Montigny-lès-Arsures, im Hintergrund der berühmte Viadukt

Das in Ostfrankreich zwischen dem Burgund und der Schweiz gelegene Weinbaugebiet Jura im Département Jura war lange Zeit von anderen Anbaugebieten isoliert. Es hat sich bis heute seine jahrhundertealte Weinbautradition mit eigenen Rebsorten (Poulsard, Trousseau, Savagnin, Béclan) und Weinspezialitäten wie Vin Jaune und Vin de Paille bewahrt.

## Geschichte
Der Weinbau des Jura begann 58 vor Christus mit der Eroberung der Gegend durch die Römer. Etwa 30 Jahre später bestand bereits ein ausgeprägter Anbau. Statt die Weine aus Italien zu importieren, begannen um diese Zeit bereits erste Exporte. Schriftliche Erwähnung findet dies im Werk von Plinius dem Jüngeren.
Die bekannten Salinen (Salins-les-Bains und Lons-le-Saunier) der Region halfen durch die bereits bestehenden Handelsbeziehungen Exporte in die heutige Schweiz, Belgien, Holland und Deutschland. Nach dem Niedergang des römischen Reichs gab es kaum Weiterentwicklung im Weinbau. Dies änderte sich erst mit der Gründung der Klöster von Vaucluse und Bonlieu im 5. bzw. 6. Jahrhundert. In der Folge war das Jura eine große Weinbauregion. Ab dem 10. Jahrhundert liegen ausreichend schriftlich dokumentierte Quellen vor. Die Schriftstücke jener Zeit belegen schon eine Konzentration des Weinbaus um die Städte Arbois, Salins-les-Bains und Lons-le-Saunier. Parallel entwickelten sich drei Varianten des Weinbaus:
- der Weinbau im Umfeld der Klöster und des Adels, der um einen Qualitätsanbau bemüht war,
- der bürgerliche Weinbau im Umfeld der Städte und
- der ländliche Weinbau mit kleinsten Anbauflächen für den Eigenbedarf.

Die Juraweine wurden insbesondere von König Heinrich IV. geschätzt.
Anfang des 19. Jahrhunderts betrug die Rebfläche fast 20.000 Hektar, auf der über 40 Rebsorten angebaut wurden. Mit dem Einsetzen der Reblauskrise wurde fast der gesamte Bestand zerstört.
Heute sind es noch ca. 1920 Hektar, auf denen ungefähr 85.000 Hektoliter Wein erzeugt werden (Stand: 2005).

## Geographie
Das Anbaugebiet ist in einer Nord-Süd-Achse ausgerichtet, beginnt bei Champagne-sur-Loue in der Nähe von Salins-les-Bains im Norden und endet nach etwa 80 Kilometer bei Saint-Amour in der Nähe zur Grenze zum Département Ain. Die Weingärten liegen auf einer Höhe von 250 bis 450 Metern über dem Normalnull und liegen zwischen der Ebene der Bresse und dem Juragebirge. Im Norden des Gebiets überwiegen Tonböden, im Süden eher Kalkböden.

## Klima
Das ausgeprägte Kontinentalklima mit recht kalten Wintern (Temperaturen bis −15 °C), der Sommer ist weniger konstant gut als im Burgund. Die mittlere Sonnenscheindauer beträgt zwischen 1750 und 1900 Stunden und die mittlere Jahres-Menge an Regen beträgt zwischen 1000 und 1400 Millimeter pro Jahr.

## Appellationen
Die wichtigsten Appellationen sind Arbois, Château-Chalon, Côtes du Jura, Crémant du Jura und L’Étoile.

### Arbois
Die Appellation Arbois wird 13 Gemeinden um die Stadt Arbois zuerkannt. Im Jahr 2002 wurden auf insgesamt 842 Hektar Rebfläche 22 521 Hektoliter Rot- und Roséwein, 14 516 Hektoliter Weißwein, 539 Hektoliter Vin de Paille und 260 hl Crémant hergestellt. Sie ist damit die bedeutendste Appellation des Jura, wenngleich sie als Enklave innerhalb der Côtes du Jura liegt.

### Château-Chalon
Auf nur 45 Hektar wird der berühmte Vin Jaune rund um das kleine Städtchen Château-Chalon hergestellt. Im Jahr 2002 wurden 1647 Hektoliter von diesem Wein erzeugt. Die Qualitätsanforderungen an den Vin Jaune sind hoch. In den Jahren 1974, 1980, 1984 und 2001 wurde kein einziger Wein als Vin Jaune anerkannt und musste somit als normaler Jurawein verkauft werden.

### Côtes-du-Jura
Diese Appellation ist auf der gesamten Länge des Weinbaugebiets Jura zu finden. Die Anbaufläche beträgt 503 Hektar bei einem Ertrag von 14 725 Hektoliter Weißwein, 7662 Hektoliter Rot- sowie Roséwein und 572 Hektoliter Vin de Paille (Stand: 2002).

### L’Etoile
Die Appellation L’Etoile ist auf nur ca. 50 Hektar bestockt. Hier werden ausschließlich hochklassige Weißweine hergestellt. Im Jahr 2002 waren dies 2718 Hektoliter.

## Spezialitäten
- Macvin du Jura
- Vin Jaune
- Vin de Paille
- Crémant du Jura